# Harold Stephen Black
Harold Stephen Black (Leominster, 14 aprile 1898 – 11 dicembre 1983) è stato un ingegnere elettrico statunitense, che rivoluzionò il campo dell'elettronica applicata attraverso l'invenzione di un amplificatore con retroazione negativa nel 1927.

## Biografia
Nacque a Leominster in Massachusetts nel 1898. Si recò a Worcester Polytechnic Institute (WPI) per conseguire il suo primo degree (livello).
Successivamente, ricevette il degree B.S.E.E nello stesso istituto nel 1921 e allora decise di far parte del Western Electric, che era il braccio manifatturiero della AT&T. Entrò a far parte dei Bell Labs nel 1925, dove fu un membro dello staff tecnico fino al suo ritiro avvenuto nel 1963.
In accordo con Brittain[1], Black provò a scrivere un'autobiografia con un titolo di prova “Before the ferry docked”. Comunque egli morì nel Dicembre 1983 all'età di 85 anni prima che potesse finirla.
Le sue invenzioni furono considerate un grande progresso nel campo dell'elettronica, perché hanno un'ampia area di applicazioni, poiché tutti i dispositivi elettronici (valvole, transistori bipolari e transistori MOS) sono dispositivi non lineari. 
L'invenzione della retroazione negativa ha dato la possibilità di ottenere un'ampia linearità negli amplificatori(in altre parole riduce la distorsione), sacrificando il guadagno. Sacrificando il guadagno, l'amplificatore ottiene un aumento della larghezza di banda. In ogni caso, un amplificatore retroazionato negativamente può essere instabile e talvolta potrebbe oscillare. 
Una volta risolto il problema della stabilità, l'amplificatore retroazionato negativamente è estremamente utile nel campo dell'elettronica. Black pubblicò un articolo famoso "Stabilized feedback amplifiers" nel 1934

## Lavoro
Quindici anni dopo l'invenzione nel 1927, egli pubblicò un articolo nel IEEE Spectrum circa la storica esperienza della sua invenzione. 
Pubblicò un articolo sull'amplificatore retroazionato negativamente nel 1934, il quale è stato ristampato nel Procedings dell'IEEE per ben due volte nel 1984 e nel 1999. All'interno del suo articolo “Stabilized feed-back amplifiers” menzionò il lavoro di Harry Nyquist sul criterio di stabilità perché una amplificatore retroazionato negativamente potrebbe essere instabile o oscillatorio. 
Così con l'aiuto della teoria di Nyquist, realizzò la dimostrazione della stabilità di una amplificatore retroazionato negativamente usato nella realtà. Bernard Friedland scrisse una introduzione per la ristampa del 1999 nel Proc. IEEE. James E. Brittain scrisse su di lui nel 1997. 
Fu pubblicata una necrologia riguardante Harold Black nella IEEE Transaction sui Controlli Automatici nel 1984. Secondo Black arrivò all'ispirazione dell'invenzione di un amplificatore retroazionato negativamente durante il viaggio dal New Jersey a New York City prendendo un traghetto per attraversare il fiume Hudson nell'agosto 1927. A quel tempo il quartier generale dei Bell Laboratories erano in West Street al 463, Manhattan, New York City, invece che a New Jersey e lui visse nel New Jersey, così che potesse prendere il traghetto ogni mattina per andare a lavorare. 
Lavorò anche sulla Pulse Code Modulation (PCM). 
Scrisse un libro sulla “Modulation Theory” (Van _ Nostrand, 1953). Prese molti brevetti, il più importante era US Patent 2,102,671 “Wave Translation System” nella quale c'era il problema ai Bell Laboratories nel 1937, compreso l'amplificatore retroazionato negativamente.